# ATC code L02
ATC code L02 درمان دستگاه درون‌ریز زیرگروهی درمانی از سیستم طبقه‌بندی شیمیایی درمانی آناتومیک است. این سیستمِ متشکل از کدهای حرفی‌عددی را سازمان جهانی بهداشت برای طبقه‌بندی داروها و سایر تولیدات پزشکی ایجاد کرده است. زیرگروه L02 جزوی از گروه آناتومیک L ضدسرطان‌ها و عوامل تعدیل‌کنندهٔ ایمنی است.

کدهای مورد استفاده در دامپزشکی (کدهای ATCvet) را می‌توان با گذاشتن حرف Q جلو کدهای انسانی ATC ایجاد کرد: مثلاً QL02. 
ممکن است نسخه‌های ملی از طبقه‌بندی ATC حاوی کدهای اضافه‌ای باشند که در این فهرست (نسخهٔ سازمان جهانی بهداشت) نیامده باشند.

## L02A Hormones and related agents

### L02AAاستروژنs
L02AA01 دی‌اتیل‌استیل بسترول
L02AA02 Polyestradiol phosphate
L02AA03 اتینیل استرادیول
L02AA04 فس فسترول

### L02ABپروژستوژنs
L02AB01 مجسترول
L02AB02 Medroxyprogesterone
L02AB03 Gestonorone

### L02AEهورمون آزادکننده گنادوتروپین‌هاanalogues
L02AE01 Buserelin
L02AE02 لوپرورلین
L02AE03 Goserelin
L02AE04 Triptorelin
L02AE05 Histrelin

## L02B Hormone antagonists and related agents

### L02BA Anti-estrogens
L02BA01 تاموکسیفن
L02BA02 Toremifene
L02BA03 Fulvestrant

### L02BB Anti-androgens
L02BB01 فلوتامید
L02BB02 Nilutamide
L02BB03 Bicalutamide
L02BB04 ام‌دی‌وی۳۱۰۰

### L02BGAromatase inhibitors
L02BG01 آمینوگلوتتیمید
L02BG02 Formestane
L02BG03 Anastrozole
L02BG04 Letrozole
L02BG05 Vorozole
L02BG06 Exemestane

### L02BX Other hormone antagonists and related agents
L02BX01 Abarelix
L02BX02 Degarelix
L02BX03 Abiraterone